# 치타델라

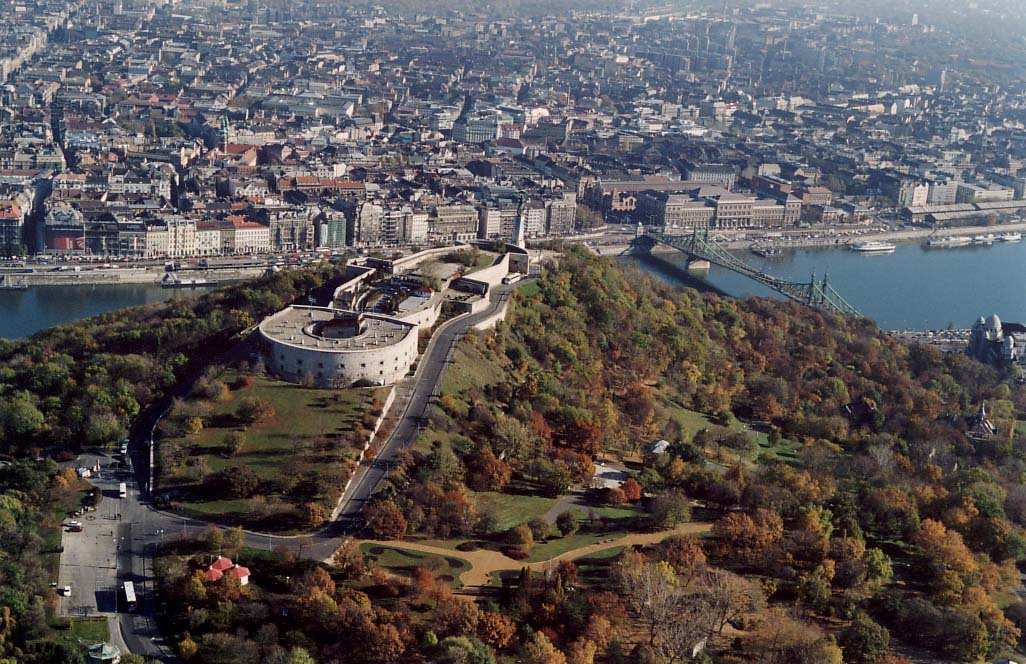

치타델라(Citadella)는 헝가리 부다페스트의 겔러트 힐(Gellért Hill) 정상에 위치한 요새이다. 치타델라는 요새의 일종인 성채를 뜻하는 헝가리어이다. 이 단어는 부다페스트의 군사 역사에서 전략적 중요성을 지닌 장소를 차지하고 있는 겔러트 힐 성채를 지칭하기 위해 다른 언어에서 독점적으로 사용된다.

## 역사
이 요새는 오스트리아 제국의 사령관인 줄리어스 야콥 폰 하이나우(Julius Jacob von Haynau)가 1851년에 건설했으며, 1848년 헝가리 혁명 이후 에마뉘엘 지타와 페렌츠 카셀릭이 설계했다. 이 요새는 235m 높이의 고원을 거의 전부 차지하고 있다. 길이 220m, 폭 60m, 높이 4m의 중앙 뜰을 중심으로 세워진 U자형 구조물이다. 60개의 대포를 보완했다.
실제로는 헝가리 강제 노역자들에 의해 지어져 1854년에 완공되었다. 1854년 6월 오스트리아군이 요새에 정착했다. 1867년 오스트리아-헝가리 타협과 오스트리아-헝가리 건국 이후 헝가리인들은 성채의 파괴를 요구했지만 주둔군은 정문이 상징적으로 훼손된 1897년이 되어서야 떠났다. 1899년 후반이 되어서야 도시가 시타델을 점령했다. 몇 달 후인 1900년에 성벽이 철거되었다.
1956년 헝가리 혁명에서 소비에트 군대는 치타델라를 점령하고 너지 임레가 이끄는 헝가리 정부를 전복시킨 공격 중에 도시로 발포했다.